# Tim Roth
Tim Roth (Londres, 14 de maio de 1961), como é conhecido Timothy Simon Smith, é um ator britânico. Fez filmes importantes como Vincent & Theo (onde interpretou o famoso pintor Vincent Van Gogh) e Reservoir Dogs, de Quentin Tarantino.  De 2009 até o primeiro semestre de 2011 atuou na série Lie to Me, quando a série foi cancelada.

## Trabalhos na televisão
- 1982 - Made in Britain
- 1983 - A Class of His Own
- 1990 - Yellowbacks
- 2009 - Lie to Me
- 2009 - Sea Wolf
- 2017 - Tin star
- 2022 - She-Hulk

## Trabalhos no cinema
- 2022 - There Are No Saints ... Carl Abrahams
- 2022  -  Resurretion ... David
- 2021 - Sundown ...  Neil
- 2021 - Shang-Chi and the Legend of the Ten Rings ... Emil Blonsky / Abomination ( voz ) não creditado
- 2021 - The Misfits ... Schultz
- 2021 - Bergman Island ... Tony
- 2019 - QT8: The First Eight ... Ele próprio
- 2019 -  The Song of Names ...  Martin Simmonds
- 2019 - Era uma vez em Hollywood ... Raymond
- 2019 - Luce ... Peter Edgar
- 2018 - "The Padre ... The Padre
- 2018 - "The Con Is On" ... Peter Fox
- 2017- "1 Mile to You" ... Coach Jared
- 2015 - "Mr Right"  ... Hopper
- 2015 - "Hardcore Henry" .... Henry's Father
- 2015 - The Hateful Eight.... Oswaldo Mobray
- 2015 - Chronic" ... David
- 2015 - "600 Miles" ... Kank Harris
- 2014 - "October Gale" ... Tom
- 2014 - "Selma: Uma Luta pela Igualdade" .... George Wallace
- 2014 - "United Passions" ... Sepp Blatter
- 2014 - "Grace of Monaco ... Prince Rainier III de Monaco
- 2013 - "The Liability ... Roy
- 2012 - "Mobius ... Rostovski
- 2012 - "Broken" ... Archie
- 2012 - "Arbitrage " ...  Detetive Michael Bryer
- 2010 - Pete Smalls Is Dead .... Pete Smalls
- 2009 - King Conqueror .... Pedro II de Aragão
- 2009 - Skellig .... Skellig
- 2008 - O Incrível Hulk .... Emil Blonsky/Abominável
- 2008 - Funny Games (2008) .... George Farber
- 2007 - Virgin Territory .... Gerbino
- 2007 - Youth Without Youth .... Dominic
- 2006 - Even Money .... Victor
- 2005 - Dark Water .... Jeff Platzer
- 2005 - Don't Come Knocking .... Sutter
- 2005 - The Last Sign .... Jeremy Macfarlane
- 2004 - Nouvelle-France .... William Pitt
- 2004 - Silver City .... Mitch Paine
- 2004 - With It .... "Chicken Louis" Farnatelli
- 2004 - The Beautiful Country.... Capitão Oh
- 2003 - To Kill a King .... Oliver Cromwell
- 2003 - Whatever We Do .... Joe
- 2002 - Emmett's Mark .... John Harrett/Frank Dwyer
- 2001 - The Musketeer .... Febre (homem de preto)
- 2001 - Invincible .... Hersche Steinschneider/Erik Jan Hanussen
- 2001 - Planet of the Apes .... Thade
- 2000 - Lucky Numbers .... Gig
- 2000 - Vatel .... marquês de Lauzun
- 2000 - The Million Dollar Hotel .... Izzy Goldkiss
- 1998 - La leggenda del pianista sull'oceano .... Danny Boodmann
- 1998 - Animals with the Tollkeeper .... Henry
- 1997 - Deceiver .... James Walter Wayland
- 1997 - Hoodlum .... Dutch Schultz
- 1997 - Gridlock'd .... Alexander 'Stretch' Rawland
- 1996 - Everyone Says I Love You .... Charles Ferry
- 1996 - No Way Home .... Joey
- 1996 - Mocking the Cosmos .... Myrodemnon/Myron
- 1995 - Four Rooms .... Ted
- 1995 - Rob Roy .... Archibald Cunningham
- 1994 - Captives .... Philip Chaney
- 1994 - Little Odessa .... Joshua Shapira
- 1994 - Pulp Fiction .... Pumpkin - Ringo
- 1993 - El marido perfecto .... Milan
- 1993 - Bodies, Rest & Motion .... Nick
- 1992 - Backsliding .... Tom Whitton
- 1992 - Reservoir Dogs.... Mr. Orange - Freddy Newandyke
- 1992 - Jumpin' at the Boneyard .... Manny
- 1990 - Rosencrantz & Guildenstern Are Dead .... Guildenstern
- 1990 - Farendj .... Anton
- 1990 - Vincent & Theo .... Vincent van Gogh
- 1989 - The Cook the Thief His Wife & Her Lover .... Mitchel
- 1988 - To Kill a Priest .... Feliks
- 1988 - A World Apart .... Harold
- 1988 - Twice Upon a Time
- 1985 - Return to Waterloo .... Boy Punk
- 1984 - The Hit .... Myron